# Rolf Burscheid
Rolf Burscheid (* 12. März 1944 in Trier) ist ein ehemaliger deutscher Leichtathlet.

## Sportliche Karriere
Rolf Burscheid begann beim MTV Eckernförde und wechselte dann zum VfL Wolfsburg.
Bei den Deutschen Meisterschaften war er 1969 in Düsseldorf Zweiter im 3000-Meter-Hindernislauf hinter Willi Wagner, 1970 in Berlin gewann er den Titel vor Willi Maier.
Von 1969 bis 1973 trat Burscheid bei neun Länderkämpfen im Nationaltrikot an. Seine Bestzeit von 8:31,8 Minuten lief Burscheid am 4. Juli 1970 in Berlin.